# Здание нижегородской семинарии
Здание нижегородской семинарии — памятник градостроительства и архитектуры в историческом центре Нижнего Новгорода. Построен в период классицизма в 1827—1831 годах. Автор проекта — архитектор А. Л. Леер. 
До революции в здании размещалась Нижегородская духовная семинария. Сегодня в нём расположен один из корпусов Мининского университета. Здание примечательно тем, что в нём с 1848 по 1853 год учился Н. А. Добролюбов.   

## История

### Старый комплекс в палатах Пушниковых
Изначально классы православной семинарии Нижнего Новгорода располагались в архиерейском кремлёвском доме, располагавшемся рядом со Спасо-Преображенским кафедральным собором. 5 мая 1743 года епископ Димитрий приобрёл у вдовы Настасьи Ивановны Пушниковой на Верхнем посаде недалеко от Георгиевской церкви обширный участок земли с двухэтажными каменными палатами XVII века и службами. 
Семинария вместе с находившимися при ней уездным и приходским училищами помещалась в трёх корпусах: двух каменных и одном деревянном. Приобретённое у вдовы Пушниковой двухэтажное здание семинарского правления, канцелярии, архива, «квартир» учащихся и преподавателей и кухни неоднократно перестраивалось и ремонтировалось. В 1808 году главный корпус был надстроен третьим этажом. Вдоль фасада по восточной стороне здания шла деревянная, на столбах, крытая тёсом галерея, выходившая на две выносные лестницы. Второй каменный корпус, существовавший со второй половины XVIII века, предназначался для «казённокоштных» учеников, число которых к 1820 году доходило до двухсот человек. 
В северной части семинарского двора стояло крытое тёсом деревянное строение 1783 года на каменном фундаменте, с двумя крыльцами. Первый и третий этажи корпуса занимали учебные классы, второй этаж — зал для публичных семинарских занятий. После 1818 года в нём также размещались 50 учеников из низших училищ. К началу XIX века здание пришло в ветхое состояние. В результате осмотра было решено, что «его удобнее разобрать, нежели заниматься поправкой». Взамен этого корпуса правление Семинарии решило расширить главный корпус при переустройстве в длину и сделать к нему со стороны главного фасада пристрой в два этажа с антресолями.
Остальной комплекс семинарии на тот момент включал: хозяйственные постройки во дворе (амбар с двумя погребами, сарай и деревянный сарай на столбах), колодец около двухэтажного каменного корпуса и небольшой сад в северной части двора.

### Новый комплекс семинарии периода классицизма
План масштабной перестройки здания семинарии был связан с переустройством центральной части Нижнего Новгорода по указаниям императора Николая I, износом зданий и реформой духовного образования в Российской империи 1808—1814 годов. Подготовительные работы по строительству главного корпуса начались в августе 1826 года. Проект нового учебного корпуса поручили разработать архитектору И. И. Межецкому. По нему началось строительство, но в 1826 году работы приостановили, решив сделать новый проект, который выполнил один из архитекторов Нижегородской ярмарки, А. Л. Леер. 30 января 1827 года проект был утверждён императором Николаем I. В 1829 году завершилась кладка стен, но ещё два года продолжались отделочные работы. 31 июля 1831 года комиссия из духовенства и архитекторов осмотрела здание, сделав ряд незначительных замечаний, которые были исправлены Леером к 20 августа.
Новое здание предназначалось для размещения трёх двухгодичных классов семинарии, восьми классов первого и второго уездного и приходского училищ, для проживания казённокоштных учеников семинарии и училищ. Здесь же разместили актовый зал, библиотеку, правление, больницу, столовую, кухню и жилые комнаты начальствующих и учащих в семинарии и училищах. В цокольном этаже разместились служебные помещения; на нижнем — Нижегородское духовное училище, низший словесности и средний философский классы семинарии, зал собрания, правление и квартиры её ректора и инспектора. В центре Нижнего Новгорода появилось монументальное здание в стиле русского классицизма с восьмиколонным портиком, ознаменовав новый этап в переустройстве всей предкремлёвской территории. В 1833 году площадь перед семинарией была замощена булыжником. В 1837 году Леер разобрал кладку одной из арок крепостной стены кремля и соединил проездом Семинарскую и только создаваемую тогда перед дворцом военного губернатора площади. 
По главному фасаду к зданию с обеих сторон были пристроены каменные въездные ворота: к северным воротам примыкало сегодня утраченное здание духовной Консистории, с юга — обывательские дома Орехова, Стогова и Бирюзина. В единый комплекс по проекту Леера входил реконструированный семинарский Иоанновский храм, проезд к которому осуществлялся через северные ворота, а также два служебных здания внутри квартала. Утраченный семинарский сад вплотную примыкал к архиерейскому саду и был выполнен в английском стиле. В старой части сада был устроен ученический «гимнастический прибор», в новой части — деревянная беседка.
В 1886 году в здании семинарии было организовано специальное Церковное Древлехранилище (хранилище документов, склад древней церковной утвари, облачения, старопечатных книг и памятников иконописи), ставшее первым церковным музеем.

### Советский период и современность

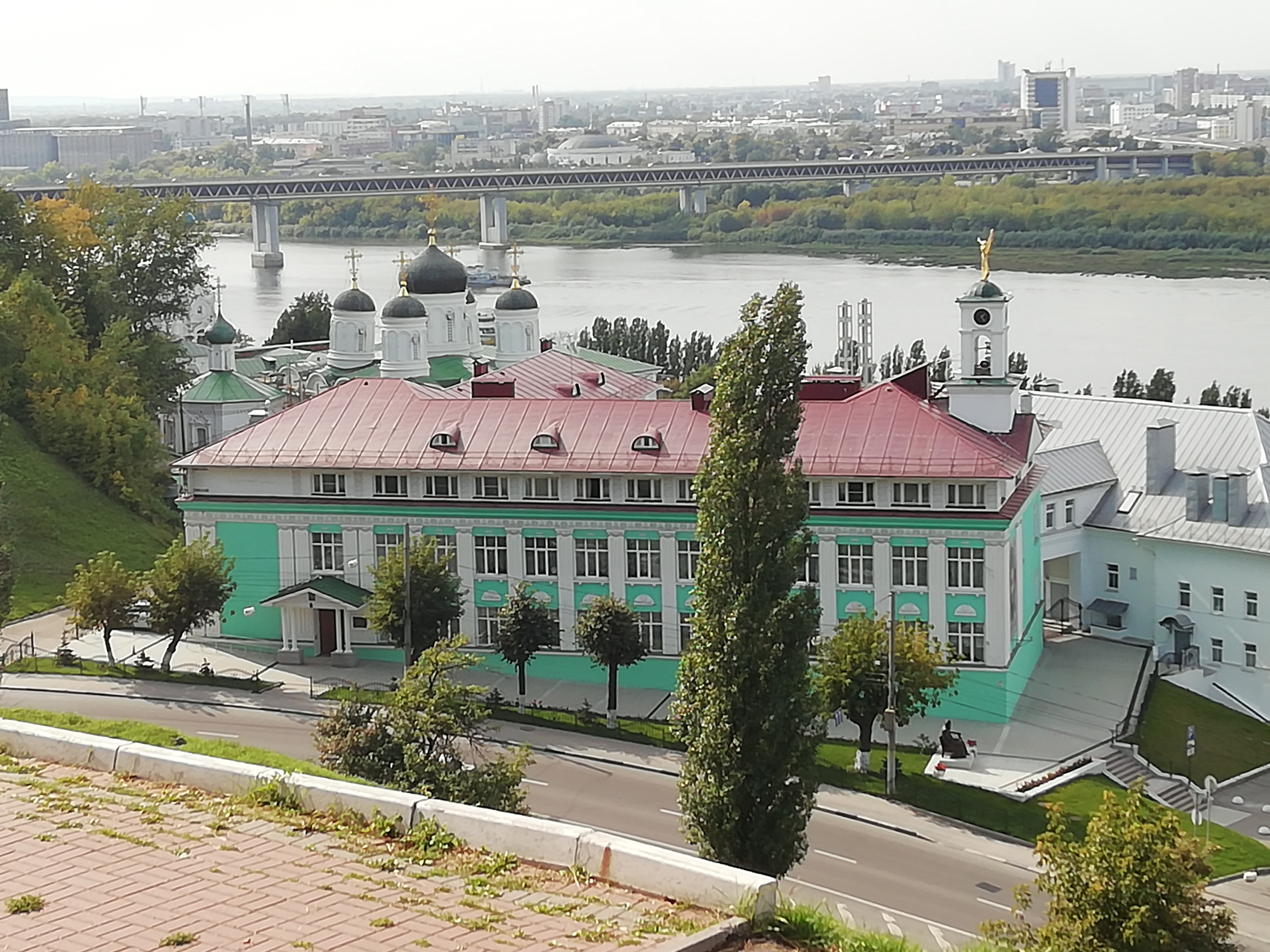
Современное здание Нижегородской духовной семинарии в Благовещенском монастыре

В 1918 году семинария была закрыта, а здание экспроприировано советской властью. Семинарский храм в честь преп. Иоанна Дамаскина разрушен. До 1930 года в здании размещался Нижегородский педагогический институт. Юридический институт некоторое время занимал часть помещений южного крыла. 
В настоящее время здание выступает вторым корпусом Нижегородского государственного университета им. Козьмы Минина — одного из старейших и крупнейших педагогических вузов России. В здании расположены зоологический музей, читальный зал библиотеки, факультет естественных и математических наук, педагогический факультет Мининского университета, а также Нижегородское региональное отделение Русского географического общества.

## Сохранившиеся и утраченные здания комплекса
Сохранившиеся:
- Здание семинарии (пл. Минина и Пожарского, 7)
- Дом ректора Нижегородской духовной семинарии (пл. Минина и Пожарского, 7 корп. 1)

Утраченные:
- Церковь Иоанна Дамаскина, 1745 год
- Служебные корпуса, 1820-е годы
- Семинарский сад (застроен жилыми комплексами в современный период)